# Asheville Aces
Asheville Aces byl profesionální americký klub ledního hokeje, který sídlil v Ashevillu ve státě Severní Karolína. V letech 2004–2005 působil v profesionální soutěži Southern Professional Hockey League. Aces ve své poslední sezóně v SPHL skončily v základní části. Své domácí zápasy odehrával v hale U.S. Cellular Center s kapacitou 7 654 diváků. Klubové barvy byly modrá, zelená, stříbrná a bílá.

## Přehled ligové účasti
Zdroj: 
- 2004–2005: Southern Professional Hockey League